# Захоплення Ормуза (1622)
Захоплення Ормуза (перс. بازپس گیری هرمز) — захоплення міста Ормуз об'єднаною англо-перською експедицією в травні 1622 року, яка успішно примусила португальський гарнізон на острові Ормуз до капітуляції після десятитижневої облоги. Ця подія дозволила започаткувати морську торгівлю між Персією та Англією через Перську затоку. До англо-перського нападу португальці утримували форт Ормуз більше століття, з того часу як Афонсу де Албукеркі після завоювання міста в 1507 році звів тут фортецю, яка надала португальцям повний контроль над торгівлею між Індією та Європою через Перську затоку. За словами Стівена Ніла, захоплення Ормуза повністю змінило баланс сил і торгівлі.

## Англо-перський союз

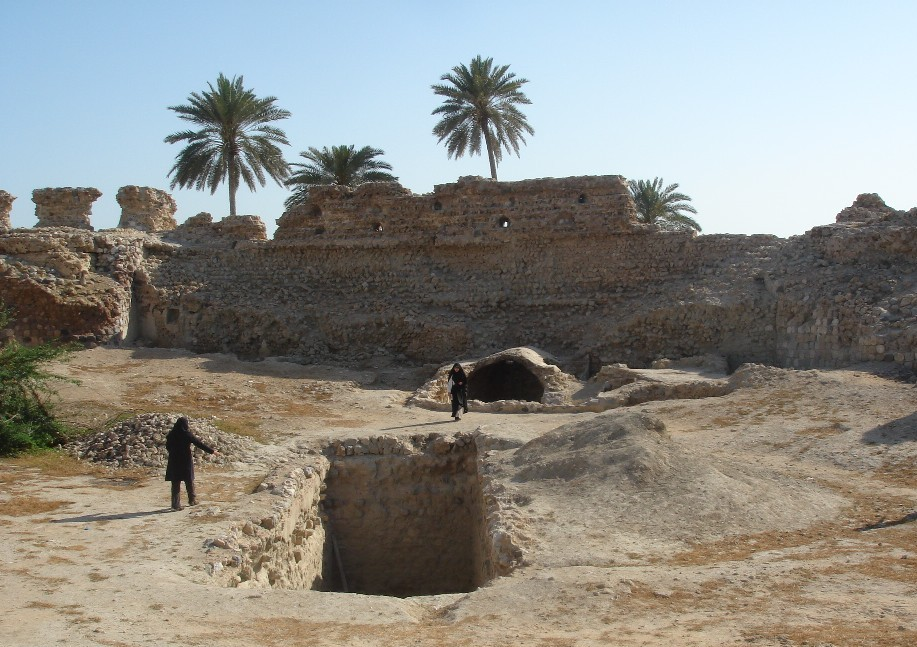
Португальський форт на о. Кешм

Персія нещодавно розпочала війну з португальцями і перська армія взяла в облогу португальський форт на сусідньому з Ормузом острові Кешм, але для захоплення сильно укріпленого Ормуза потрібна була допомога потужного флоту. Шах Аббас Великий у своєму протистоянні з португальцями прагнув залучити підтримку від англійців. Переговори з британською Ост-Індською компанією вів полководець Імамкулі-хан, син Аллахверді-хана. Щоб заохотити англійців допомогти Персії, їм пообіцяли надати доступ до торгівлі перським шовком.. Було підписано угоду, яка передбачала розподіл здобичі та митних зборів в Ормузі, репатріацію полонених відповідно до їхньої віри та сплату персами половини витрат на постачання флоту.
Англійський контингент був зформований з сил, наданих британською Ост-Індською компанією, в складі п'яти військових кораблів і чотирьох пінасів.

## Хід операції

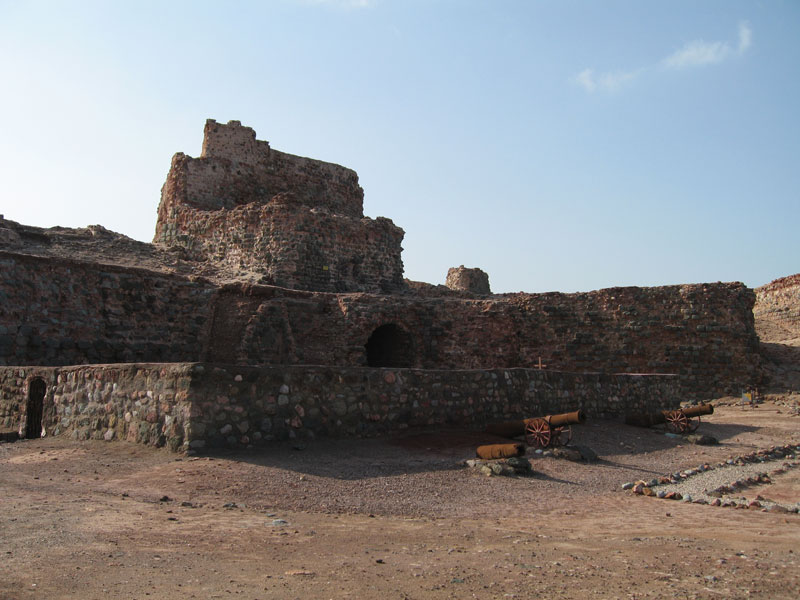
Португальський форт на о.Ормуз

На початку операції 3 квітня 1622 Англійський флот підійшов до Кешма, приблизно в 24 км від Ормуза, щоб обстріляти і атакувати місцевий португальський форт. Португальці швидко здалися на умовах можливості відступити в Маскат, і англійські бойові втрати були нечисленними, але включали відомого полярного дослідника Вільяма Баффіна.

20 квітня англійський флот підійшов до Ормуза, і перси висадилися, щоб почати облогу і штурм міста. Англійський флот потопив присутні в гавані португальські кораблі і піддав постійному бомбардуванню португальський форт. Після декількох успішно відбитих штурмів, 4 травня 1622 року португальський гарнізон Ормуза капітулював і здав місто. Натомість португальцям була надана можливість разом зі зброєю відпливти на іншу свою базу в Маскаті.

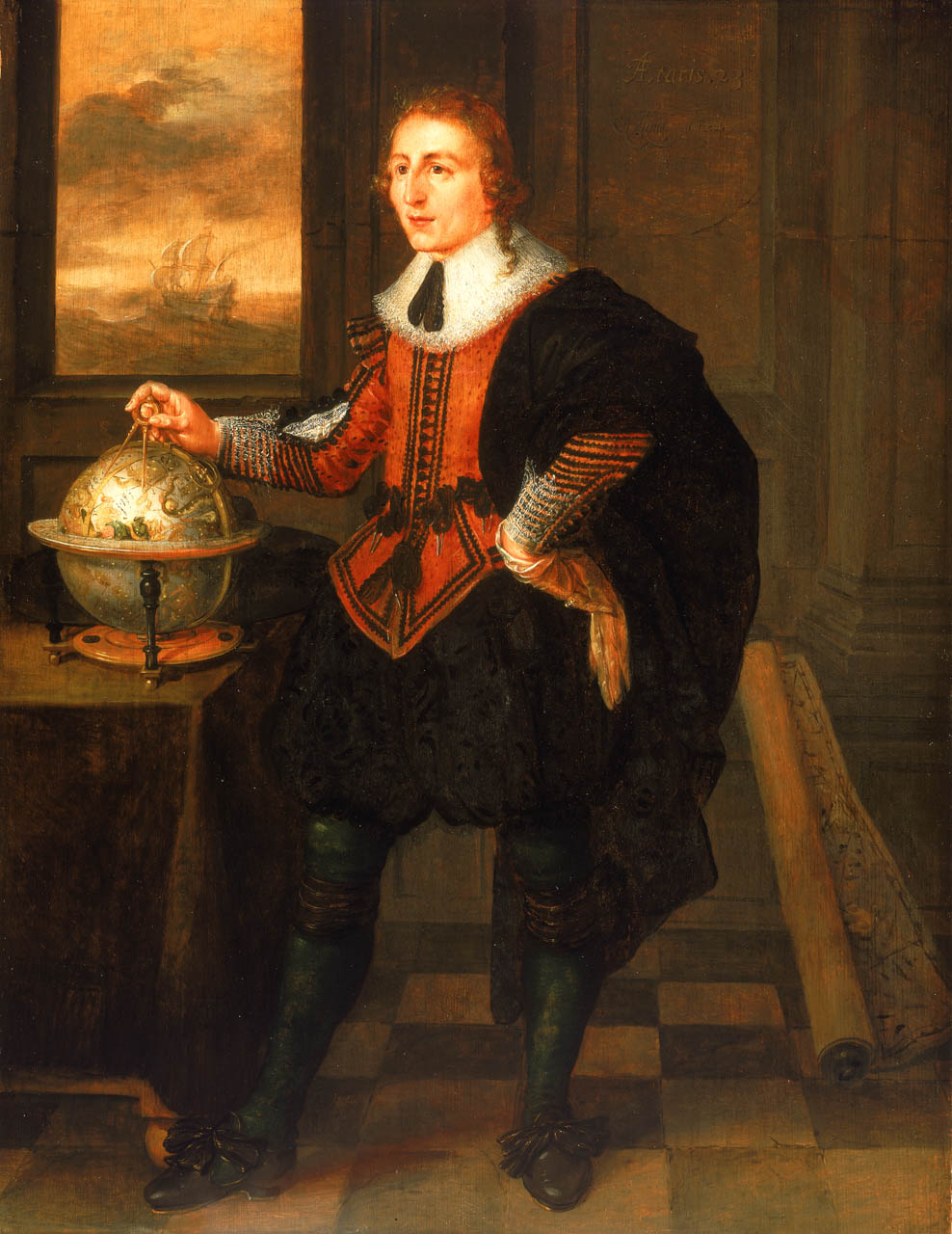
Вільям Баффін помер від ран під час взяття Ормуза.

Хоча Португалія та Іспанія з 1580 по 1640 рік перебували в династичному союзі, безпосередньо Англія та Португалія на момент захоплення Ормуза не були в стані війни. Через порушення мирного стану герцог Бекінгемський погрожував подати за захоплення Ормуза на Ост-Індську Компанію до суду, але відмовився від свого позову, коли отримав суму в 10 000 фунтів стерлінгів, нібито 10 % розгляду справи про взяття міста. Таку ж суму отримав від компанії Яків I, коли поскаржився: «Чи не позбавив я вас від скарг іспанців, і чи не надали ви мені за це нічого?».

## Наслідки
Взяття Ормуза дало можливість Компанії спробувати розвинути торгівлю з Персією, намагаючись торгувати англійськими тканинами та іншими товарами в обмін на перський шовк. Проте ця спроба не принесла значних прибутків через відсутність зацікавленості персів в англійських товарах і невелику кількість останніх. Англійський мандрівник, солдат і авантюрист Роберт Ширлі також зацікавився розвитком англо-перської торгівлі.